# Deval Masjid
Deval Masjid  es una mezquita y un sitio histórico ubicado en Bodhan, en el estado indio de Telangana. Originalmente un templo hindú, el edificio fue convertido en mezquita en el siglo XIV. Localmente es conocido en telugu como Vanda Stambhala Gudi («Templo de las Cien Columnas»). Está catalogado como un monumento protegido por el estado.

## Historia
El templo fue construido a finales del siglo XII o principios del siglo XIII, durante el reinado del reino Kakatiya. Ghulam Yazdani sostiene que podría haber sido originalmente un templo budista o jainista antes de ser utilizado como templo hindú, basándose en la presencia de imágenes de las tres religiones en el templo y sus alrededores.
En el siglo XIV, la región fue invadida y tomada por Ulugh Khan, un general del Sultanato de Delhi, quien más tarde se convertiría en sultán y sería conocido como Muhammad bin Tughluq. En 1323, Ulugh Khan acampó en Bodhan, y un relato contemporáneo de Abdul Malik Isami menciona que sitió el fuerte de Bodhan durante aproximadamente dos o tres meses. El informe también indica que el jefe de Bodhan se rindió, se convirtió al islam junto con su familia y fue amnistiado.
El estilo arquitectónico de la mezquita no corresponde con otras construcciones de la dinastía Tughluq en el Decán; Richard M. Eaton propuso que el propio jefe de Bodhan convirtió el templo en una mezquita.

## Descripción
El templo tenía un diseño en forma de estrella y estaba compuesto por un garbhagriha (sanctasanctórum), un antarala (antecámara) y un mandapa (salón con columnas). Mientras que el sanctasanctórum y la antecámara fueron convertidos en una sala de oración, el salón con columnas permanece casi completamente intacto y sirve como un pabellón de acceso a la sala de oración.
Se añadieron doce pequeñas cúpulas de ladrillo en el techo del salón con columnas. La gran cantidad de cúpulas es inusual en las mezquitas de la dinastía Tughluq y probablemente fueron incorporadas para darle al edificio una apariencia más islámica.
El salón con columnas está dividido en nueve bays (tramos) y cuenta con pórticos en el centro de sus lados norte, este y sur. Se levanta sobre un pedestal (plinth) y es accesible mediante escalinatas con balaustradas en los lados norte y sur.
La sala de oración está dividida en cuarenta y cinco bays. El tramo central está ricamente tallado y en sus cuatro esquinas se pueden encontrar imágenes de Narasimha. El muro occidental fue cerrado con escombros. En este muro se talló un mihrab (nicho de oración), y al norte del mihrab se encuentra un minbar (púlpito). El edificio está rodeado por un muro construido con piedra labrada, que cuenta con cuatro entradas orientadas hacia los cuatro puntos cardinales.